# Libanothamnus arboreus
Libanothamnus arboreus là một loài thực vật có hoa trong họ Cúc. Loài này được (Aristeg.) Cuatrec. mô tả khoa học đầu tiên năm 1976.